# كيلي سويت
كيلي سويت (بالإنجليزية: Kelly Sweet)‏ هي مغنية وعازفة جاز أمريكية، ولدت في 29 مارس 1988.

## وصلات خارجية
- الموقع الرسمي
- كيلي سويت على موقع ميوزك برينز (الإنجليزية)
- كيلي سويت على موقع ميوزك برينز (الإنجليزية)
- كيلي سويت على موقع ميوزك برينز (الإنجليزية)
- كيلي سويت على موقع أول ميوزيك (الإنجليزية)
- كيلي سويت على موقع أول ميوزيك (الإنجليزية)
- كيلي سويت على موقع ديسكوغز (الإنجليزية)
- كيلي سويت على موقع ديسكوغز (الإنجليزية)